# Anticléricalisme par pays

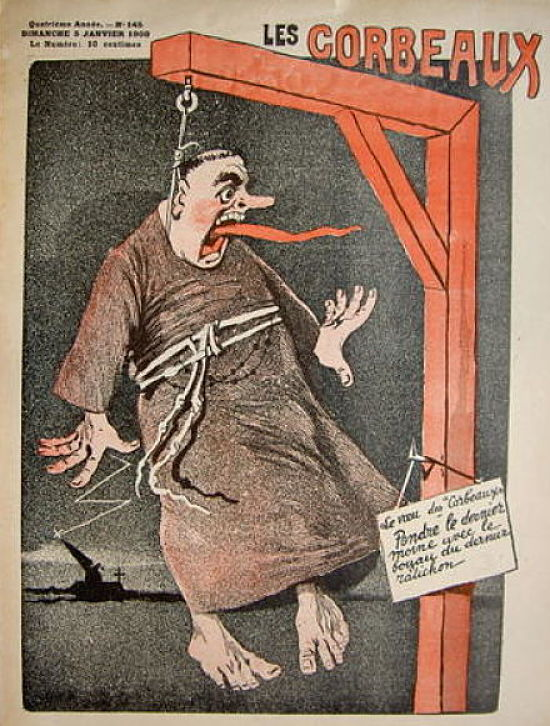
Les Corbeaux, no 145, 5 janvier 1908.

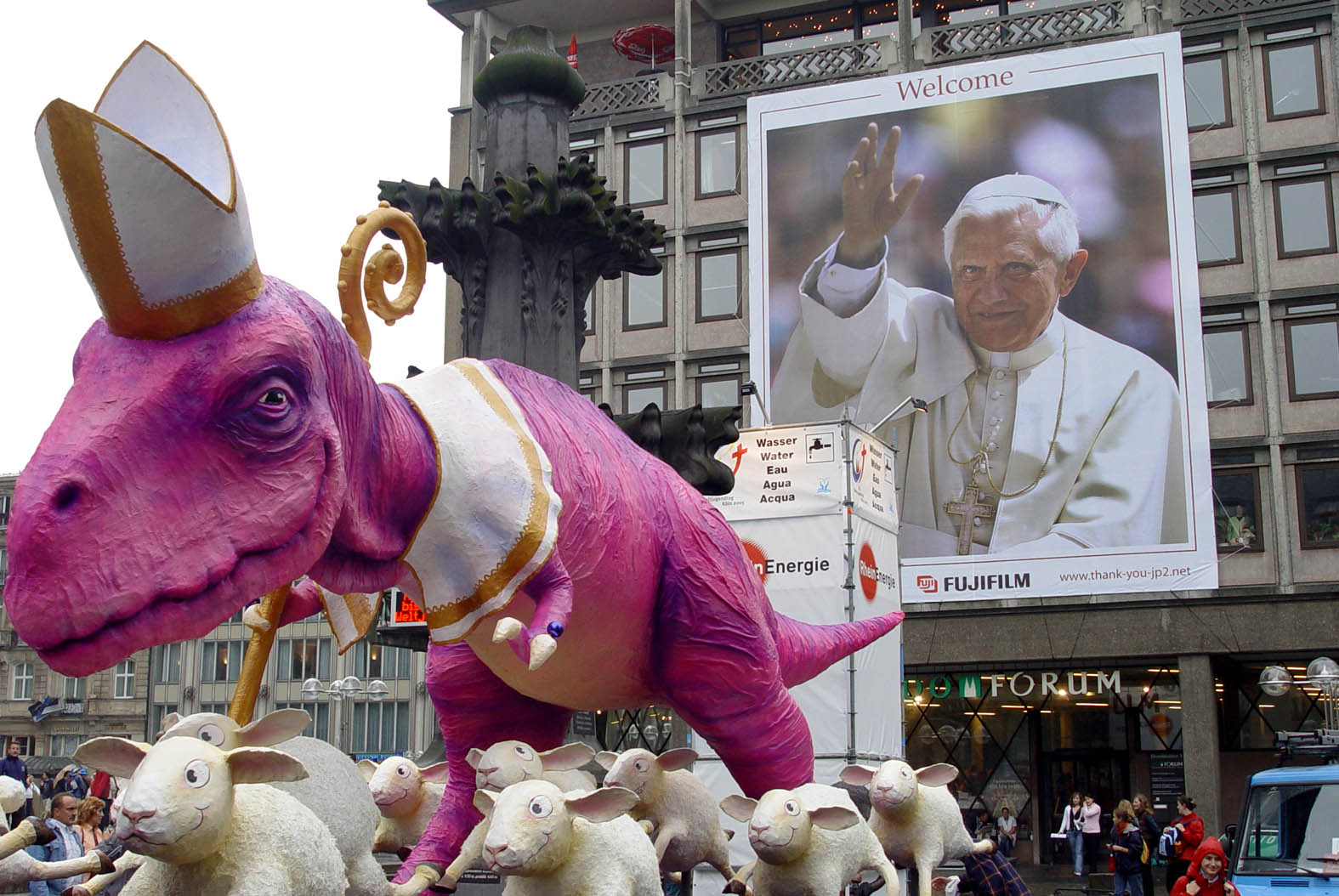
En 2005, lors de la visite du Pape en Allemagne.

L’anticléricalisme est un système opposé aux tendances du clergé.
Selon l'historien et politologue René Rémond : « En dehors de la France, où il ne saurait y avoir de doute, l'Italie assurément, l'Espagne et le Portugal, la Belgique, espagnole et portugaise, sont des pays où l'anticléricalisme a trouvé un milieu d'élection. Ailleurs, il est moins apparent, ou bien il ne présente plus ce caractère massif qui en fait une réalité sociologique incontestable. Cette énumération dessine un ensemble relativement homogène dont on perçoit aisément les traits communs : ce sont, pour la plupart, des pays de civilisation latine et méditerranéenne. Mais là n'est sans doute pas le caractère déterminant qui motive leur présence dans cette liste. Le facteur décisif est que tous ces pays sont de tradition catholique : le catholicisme romain y a été majoritaire, quand il n'y détenait pas un monopole. Une question surgit aussitôt. N'y a-t-il donc d'anticléricalisme qu'anticatholique ? En d'autres termes, s'il est vrai que l'anticléricalisme puise sa raison d'être dans le cléricalisme, le seul cléricalisme serait-il catholique ? La réponse de l'expérience paraît bien être positive. Les pays de tradition réformée, en particulier les pays anglo-saxons, ne paraissent pas connaître le phénomène : le mot ne figure dans leur vocabulaire que comme un emprunt étranger. »

## France

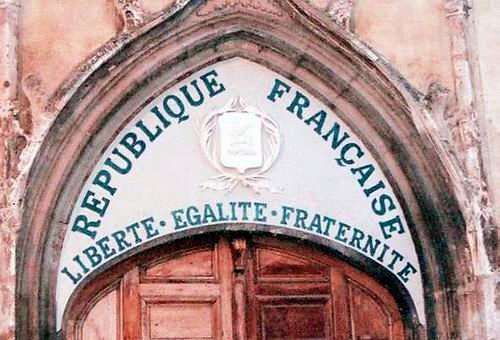
Devise de la République française sur le tympan de l'église d'Aups, Var.

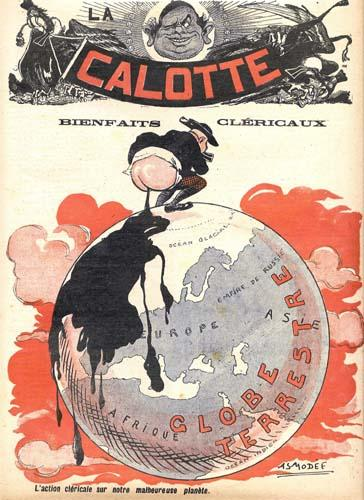
« L'action cléricale sur notre malheureuse planète », illustration du journal La Calotte (Asmodée, 1908).

En France, et notamment depuis la Révolution française, l'anticléricalisme a toujours été présent dans le but d'empêcher le clergé catholique de retrouver son influence sur la population.
- Dès avant la Révolution, on se moque des moines, des prêtres, des frères et des sœurs dans la littérature française, souvent par grivoiserie. François Rabelais fait dire à Gargantua que les moines « molestent tout leur voisinage à force de trinqueballer leurs cloches ». Voltaire, le déiste, affirme plus sérieusement dans son Dictionnaire philosophique que Jésus avait exclu l'autorité civile des prêtres.
- Pendant la Révolution, Stanislas-Marie Maillard, héros de la Bastille, conduit le massacre de 3 évêques, 120 prêtres, 50 religieux et quelques laïcs (Voir les Massacres de Septembre à la Prison de l'Abbaye, à la Prison des Carmes).
- Jacques-René Hébert, l'un des principaux acteurs de la déchristianisation de l'an II, était clairement anticlérical : dans son journal Le Père Duchesne, il fustigeait régulièrement les prêtres, qu’il qualifiait de « foutue canaille » s’enrichissant sur la crédulité populaire[3]. Cela ne l'a pas empêché d'épouser religieusement une nonne en février 1792[4].
- La plupart des grands écrivains français nés après ces événements (Michelet, Hugo, etc.) ont uni leur anticléricalisme avec une grande confiance en la République.
- Lors de la Seconde Restauration, le « triomphe culturel et politique de l'Église, cette association intime entre les tenants de l'Ancien Régime et le catholicisme sont lourds de conséquences. L'Église est identifiée aux forces de réaction. Le cléricalisme devient son visage. Et, par là même, l'anticléricalisme s'affirme comme le nécessaire comportement politique et intellectuel des adversaires (libéraux ou républicains) de l'Ancien Régime »[5].
- Sous la monarchie de Juillet, en réaction aux excès du « parti prêtre » sous la Restauration, des poussées anticléricales sont observées. Durant la révolution de 1830, les insurgés mettent à sac l'archevêché de Paris, la cathédrale Notre-Dame et plusieurs maisons de congrégations religieuses. L'archevêque de Paris, Mgr de Quélen – il est vrai très lié à Charles X – doit s'enfuir de Paris et se cacher quelque temps. En province, l'on s'en prend aux prêtres et aux croix de mission : « les processions, rapporte le duc de Broglie dans ses Souvenirs, sont poursuivies à coups de pierres, les croix de mission culbutées et traînées dans la boue, il ne fait pas trop bon à un évêque de sortir de sa cathédrale ». Des pamphlets circulent à l'encontre du clergé catholique, tandis que les théâtres de Paris donnent des pièces violemment anticléricales, qui mettent en scène des prêtres malhonnêtes, vicieux ou criminels. Le ministre de l'Intérieur, François Guizot, lui-même protestant nîmois, mande aux préfets de réprimer ces abus : « La liberté des cultes doit être entière et sa première condition, c'est qu'aucun culte ne soit insulté ». Mais avec le ministère Laffitte, le laissez-faire devient le mot d'ordre d'un gouvernement qui veut avant tout ne pas se couper de sa base révolutionnaire.
- Les 14 et 15 février 1831, à la suite d’un service funèbre organisé par les légitimistes à Saint-Germain-l'Auxerrois pour l’anniversaire de l’assassinat du duc de Berry des émeutes éclatent à Paris. L’église est envahie et mise à sac par les républicains. Le lendemain, l’émeute saccage l’archevêché et de nombreuses églises à Paris et en province[6].

### La Troisième République

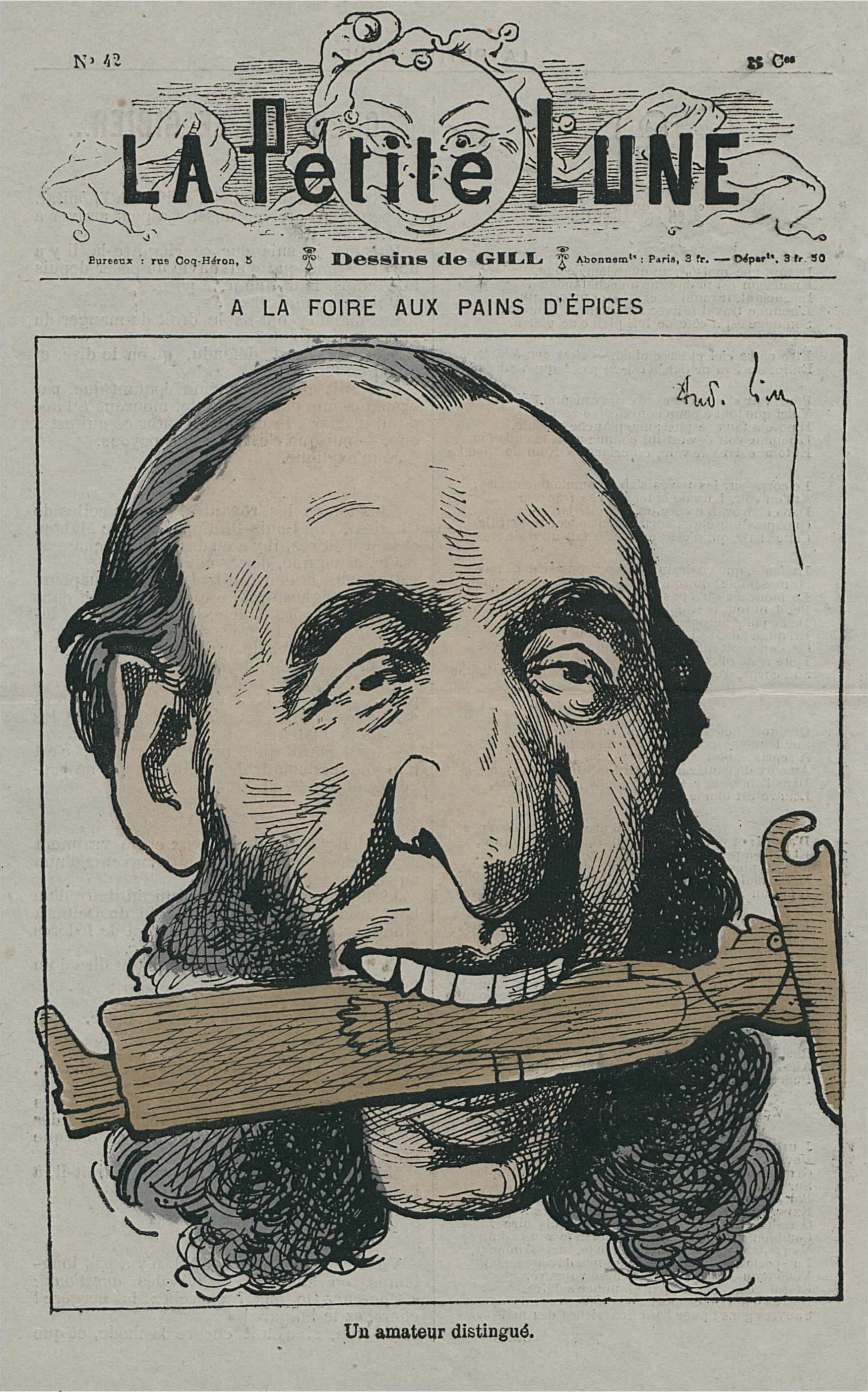
La Petite Lune : « À la foire aux pains d'épices. Un amateur distingué ». Jules Ferry croque un prêtre en pain d'épice.

L'anticléricalisme est très actif sous la Troisième République.
Au début des années 1900, la France connait une certaine fracture religieuse appelée parfois la « guerre des deux France ». L’année 1902 voit la victoire aux élections du Bloc des Gauches et la nomination au poste de Président du Conseil d’Émile Combes, figure du radicalisme et anticlérical convaincu. La place de l’Église catholique dans les affaires politiques provoque de violentes querelles (« Le cléricalisme, voilà l’ennemi ! ») entre des partis cléricaux et des groupes politiques anticléricaux souvent à gauche et représentés à la chambre des députés. L’anticléricalisme est donc la réaction contre cette tendance à subordonner le politique au religieux. Edgar Quinet voulait par exemple détruire toutes les églises et instaurer un athéisme et un laïcisme à l'ensemble de la société. Ces attaques frontales, aboutissent aux Loi de Séparation de l’Église et de l’État de 1905, dont Jules Ferry reste cependant à l'origine de la sécularisation concrète et réelle (l’enseignement public, laïque et obligatoire). La laïcité telle qu’elle s’est construite en France à partir de la loi de Séparation de l’Église et de l’État de 1905, assure la liberté de conscience et d’expression de chacun.
Éléments historiques

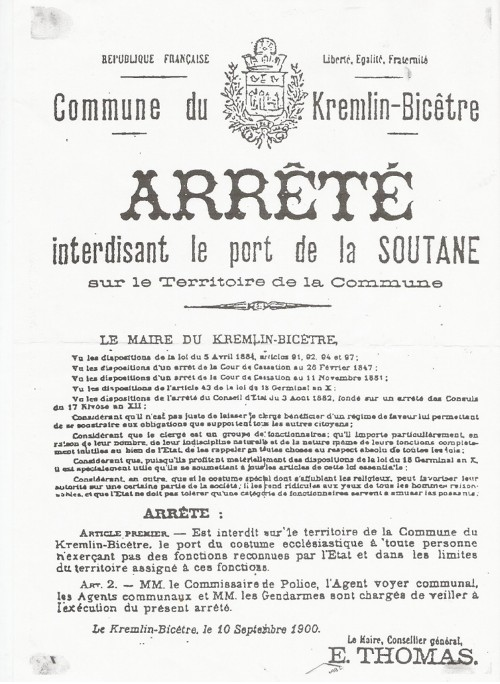
Arrêté du 10 septembre 1900 interdisant le port de la soutane.

- Le 29 mars 1880, le ministre de l'Instruction publique Jules Ferry prend deux décrets par lesquels il ordonne aux Jésuites de quitter l'enseignement dans les trois mois[10].

- En 1895, la loi dite « d'abonnement » (complétée par la loi de 1901) vise à séculariser les Congrégations religieuses.

- En 1900, le maire du Kremlin-Bicêtre, imité par d’autres, prend un arrêté interdisant le port de la soutane, estimant que « l’État ne doit pas tolérer qu’une catégorie de fonctionnaires serve à amuser les passants »[11].

- Le 9 décembre 1905, le député socialiste Aristide Briand fait voter la loi concernant la séparation des Églises et de l'État[12].

- L'anticléricalisme est le cheval de bataille des radicaux et du Grand Orient de France principale obédience de la franc-maçonnerie française.

- Au lendemain du début de la Grande Guerre, le 2 août 1914, le gouvernement français fera passer un télégramme aux préfets demandant que les congrégations catholiques soient de nouveaux tolérées[13]. Toutes les mises à l'écart du catholicisme sont révoquées : « Une ouverture appréciable est faite vers le monde catholique, qui n'est plus au ban de la République »[14]. Ce revirement paradoxal et « rarement signalé » atteindra son paroxysme en 1921 avec les célébrations nationales de Jeanne d'Arc, un an après sa canonisation[13].

### Victor Hugo et la loi Falloux de 1850
Le 15 janvier 1850 à l'Assemblée nationale, tout en confirmant son attachement à la liberté religieuse, Victor Hugo fustige la Loi Falloux (sur la liberté d'enseignement laissant une ample place à l'enseignement confessionnel) et toute interférence entre Église et sphère publique :
« Cessez de mêler l'Église à vos affaires, à vos stratégies, à vos combinaisons, à vos doctrines, à vos ambitions. Ne l'appelez pas votre mère pour en faire votre servante. Surtout ne l'identifiez pas avec vous ; voyez le mal que vous lui faites. M. l'évêque de Langres vous l'a signalé. Voyez comme elle dépérit depuis qu'elle vous a ! Vous vous faites si peu aimer que vous finiriez par la faire haïr. En vérité, je vous le dis, elle se passera fort bien de vous ; laissez-la en repos ; dès que vous n'y serez plus, on y viendra. Laissez-la cette vénérable Église, cette vénérable mère, dans sa solitude, dans son abnégation, dans son humilité, tout cela compose sa grandeur, sa solitude lui attirera la foule ; c'est son abnégation qui est sa puissance ; c'est son humilité qui est sa majesté.

Vous parlez de l'enseignement religieux ? L'enseignement religieux véritable, l'enseignement religieux suprême, celui devant lequel il faut se prosterner, celui qu'il ne faut pas troubler, le voici… C'est la sœur de charité au chevet du mourant; c'est le frère de la Merci rachetant l'esclave ; c'est Vincent de Paul ramassant l'enfant trouvé ; c'est l’évêque de Marseille au milieu des pestiférés ; c'est l'archevêque de Paris affrontant avec un sourire sublime le faubourg Saint-Antoine révolté, levant son crucifix au-dessus de la guerre civile et s'inquiétant peu de recevoir la mort, pourvu qu'il apporte la paix. Voilà le véritable enseignement religieux ».

### Léon Gambetta: «Le cléricalisme? Voilà l’ennemi!»
Le 4 mai 1877, Léon Gambetta qui veut rompre avec le régime de Mac Mahon du « sabre et du goupillon », lance dans un discours à la Chambre son célèbre « Le cléricalisme, voilà l'ennemi ! » :
« L’Église est arrivée à supprimer dans tous les séminaires, même à Saint-Sulpice, l’enseignement des libertés gallicanes et à proscrire comme une hérésie tout ce qui rappelait la vieille Église de France, les libertés traditionnelles de cette Église qui avait été constituée sous le double empire de la protection nationale et de la dignité même de l’Église.

On a demandé à enseigner, d’abord les petits, les humbles, puis on s’est élevé, on est passé à l’enseignement secondaire, et aujourd’hui nous voici à l’enseignement supérieur, à la collation de grades par les universités catholiques au détriment de l’État. On pense à l’effrayante multiplication dont les ordres religieux, les congrégations de toute sorte, hommes et femmes, offrent le spectacle depuis le dernier recensement.

Nous en sommes arrivés à nous demander si l’État n’est pas maintenant dans l’Église, à l’encontre de la vérité des principes qui veut que l’Église soit dans l’État.

Quant à moi, je suis partisan du système qui rattache l’Église à l’État. Oui ! j’en suis partisan, parce que je tiens compte de l’état moral et social de mon pays, mais je veux, entendez-le, je ne veux défendre le Concordat et rester fidèle à cette politique que tout autant que le Concordat sera interprété comme un contrat bilatéral qui vous oblige et vous tient, comme il m’oblige et comme il me tient !

Je ne fais que traduire les sentiments intimes du peuple de France en disant ce qu’en disait un jour mon ami Peyrat : le cléricalisme ? Voilà l’ennemi ! ».

### Émile Combes et la loi de séparation des Églises et de l'État de 1905

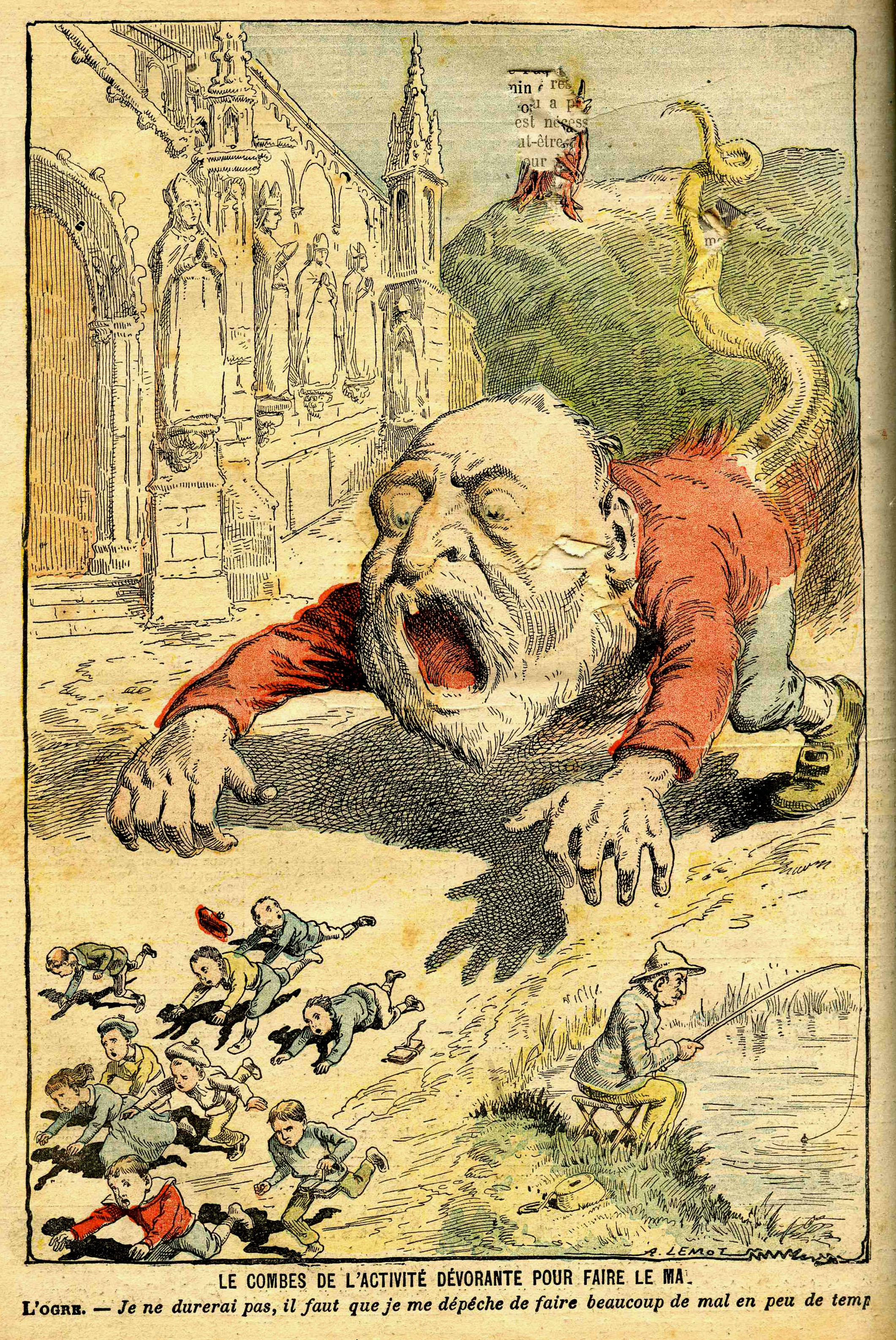
Émile Combes caricaturé dans la presse catholique en 1902 (Achille Lemot).

L'anticléricalisme dont fait preuve Émile Combes est relativement paradoxal pour un homme issu d'un milieu religieux et destiné à la prêtrise. C'est pourtant avec intransigeance qu'il applique les lois de 1901 et 1904 sur le droit des associations et la liberté d'enseignement des congrégations religieuses : plus de 2 500 établissements d'enseignement privés sont alors fermés. Les catholiques résistent, et l'on doit employer la force. Toutes les congrégations de femmes sont dissoutes, seules cinq congrégations d'hommes restent. Combes considère que la lutte contre l'Église fortifie et glorifie la République.
Il finit par s'engager dans un conflit avec le Vatican au sujet de l'interprétation du Concordat de 1801. Combes profite de la succession de Léon XIII, qui voit arriver un pape intransigeant, Pie X. Aussitôt, l'ambassade de France auprès du Vatican est retirée. Le 30 juillet 1904, il y a rupture diplomatique avec le Saint-Siège.
Combes n'est pas véritablement opposé au Concordat, est même farouchement opposé à une séparation de l'Église et de l'État, ce qui peut sembler paradoxal. En vérité, il a besoin de cet instrument de pression qui lie l'Église à l'État. S'en séparer, c'est prendre le risque d'un renouveau de l'Église. Preuve en est qu'il conserve un contact permanent, bien que ténu, entre l'État et l'Église. De même, en 1902, il repousse 8 propositions pour les ranger dans une commission le 11 mars 1903 pour examiner ces propositions et rédiger un projet de loi.
Attaqué par les catholiques, puis progressivement par les socialistes, l'affaire des Fiches va causer sa ruine. Il s'agit d'une opération de fichage des opinions politiques et religieuses des officiers. La révélation de ce procédé, dans la droite ligne du Combisme, dénoncé à la tribune, fait tomber la majorité ministérielle à quatre voix, le 28 octobre 1904. On reproche à Combes un système de délation s'étendant à toutes les administrations. Paul Doumer reproche à Combes d'être « un républicain récent attaché aux procédés bonapartistes ». Sans attendre d'être mis en minorité, Combes et son ministère se retirent le 18 janvier 1905.
Symbole de la politique anticléricale et prologue à la séparation de l'Église et de l'État, l'expression « combisme » s'impose. Pourtant, Émile Combes, souvent tenu pour unique responsable de la crise sociale, politique et religieuse en germe, ne fait que traduire en actes le programme du bloc des gauches (radicaux et socialistes). Mais le front républicain se divise sur cette question. La séparation des Églises et de l'État en 1905 y mettra un terme.
Le « petit père Combes » était ainsi nommé à cause de son passage au séminaire, et était aussi ministre des Cultes.

### Époque contemporaine
- Prévert et le Groupe Octobre font de la dénonciation de l'Église un des axes de leurs interventions de rue dans les années 1930.
- Actuellement, l'influence du clergé en France est plus faible comparée à celle de la plupart des autres pays du monde[17]. À la mort de Jean-Paul II, l'association Act Up-Paris s'est réjouie, le déclarant « responsable de la mort d'un million d'hommes » et adressant « un vœu désespéré à son successeur ». Aujourd'hui, l'anticléricalisme continue de s'exprimer par le biais de la presse satirique, comme Charlie Hebdo[18], Siné Mensuel ou Le Canard enchaîné.

## Belgique

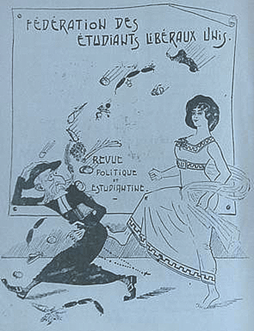
Revue de la Fédération des Étudiants Libéraux de l'Université de Liège, 1921.

Au XIXe siècle, des gouvernements de tendance libérale menèrent une politique délibérément anticléricale, en particulier le dernier cabinet de Frère-Orban, qui déclencha la première guerre scolaire. En mai 1904, Didier Dubucq lance sa revue férocement satirique Les Corbeaux.
En mai 1994 et en 1995, une campagne retentissante est organisée par la Liaison pour l'autonomie des personnes, contre la visite du pape Jean-Paul II en Belgique. À cette occasion est coéditée par le journal Alternative libertaire avec l'Association pour l'Art et l'Expression Libre de Toulouse, Act Up Bruxelles, le Cercle du Libre Examen de l'Université libre de Bruxelles et la revue Tels Quels, la fameuse affiche Contre le SIDA : la capote, pas la calotte. Le journal publie également un numéro spécial (diffusé dans toutes les librairies du pays) en collaboration avec les revues Golias Magazine Belgique et Toudi (José Fontaine).
Entre 1999 et 2007, les gouvernements menés par Guy Verhofstadt excluaient les partis chrétiens (CVP flamand et PSC francophone) après une présence continue dans les coalitions au pouvoir depuis 1958. Un des buts clairement affichés était de permettre des avancées dans divers domaines touchant à l'éthique et que ces deux partis bloquaient. Parmi les cibles recherchées, on peut citer la dépénalisation partielle et l'encadrement de l'euthanasie en 2002 et le mariage homosexuel en 2003.

## Espagne
L'histoire de l'anticléricalisme en Espagne est généralement divisée en deux périodes. D'une part, l'« anticléricalisme chrétien », aussi ancien que l'Église elle-même, qui se caractérise par la critique les abus supposés du clergé ou de sa puissance excessive, sans pour autant remettre en question son rôle dominant dans la société et son influence sur l'État. D'autre part, un « anticléricalisme contemporain » qui apparait avec le Siècle des Lumières et qui, dans une perspective rationaliste, considère l'Église catholique comme un obstacle au progrès et veut l'écarter des affaires publiques.

### Anti-cléricalisme chrétien
Dès la première moitié du XVIe siècle, tant au sein du peuple que chez les lettrés humanistes et spirituels, l'homme d'Église fait l'objet de satires, de critiques souvent mordantes, volontiers facétieuses, moqué pour ses vices, excès ou immoralité supposés.
Goya est un célèbre peintre espagnol anticlérical.

### Anticléricalisme contemporain

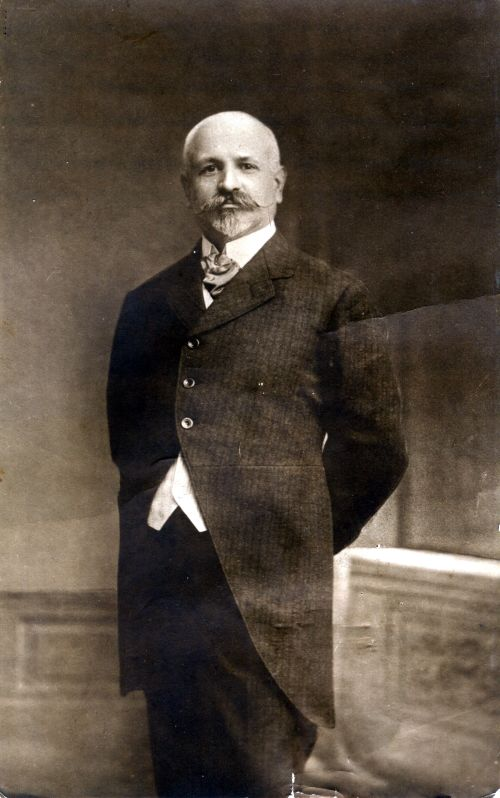
Francisco Ferrer Guardia, l'un des cinq condamnés à mort en répression aux événements de la Semaine tragique.

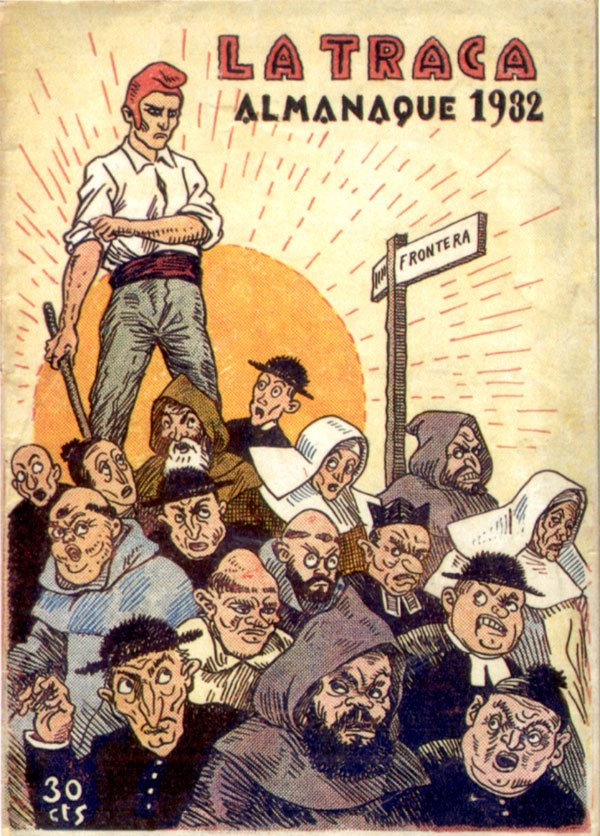
Almanach de La Traca, Espagne 1932.

La critique du clergé peut être classée en trois grands groupes d'arguments : la fonction idéologique de l'Église au service des classes sociales dominantes prônant un conformisme moral, l'« obscurantisme » du clergé contraire à l'esprit de progrès et la « trahison » des valeurs de l'Évangile par ses comportements (avidité et luxure).
Dans les années 1930, « sur l'anticléricalisme traditionnel s'est greffé un anticléricalisme révolutionnaire en grande partie dû à l'influence du mouvement anarchiste, particulièrement désireux de s'attaquer aux manifestations culturelles et éducatives de la société oppressive, dans lesquelles le clergé était dominant ».
De nombreuses insurrections anticléricales marquent l'histoire moderne de l'Espagne :
- Le 17 juillet 1834 à Madrid, une émeute anticléricale marque la régence de Marie-Christine de Bourbon. Plusieurs couvents sont investis par la foule qui tue 73 moines à la suite d'une rumeur à propos de l'épidémie de choléra qui ravage, depuis fin juin, la capitale.
- En 1835, des émeutes anticléricales éclatent en Aragon et surtout en Catalogne. En cause, le soutien du clergé aux carlistes dans le contexte des soulèvements de la révolution libérale qui cherche à mettre fin à l'absolutisme royal. À Saragosse, Reus, Barcelone et d'autres villes catalanes, des couvents et des monastères sont incendiés et des membres du clergé tués.
- Entre le 26 juillet et le 2 août 1909, lors de la Semaine tragique, Barcelone et d'autres villes de Catalogne s'enflamment. L'élément déclencheur est le décret du Premier ministre Antonio Maura d'envoyer des conscrits réservistes des classes populaires défendre les possessions espagnoles au Maroc. La protestation au départ pacifiste prend un tournant anticlérical avec l'incendie de nombreuses églises, couvents et écoles religieuses; on assiste même à la profanation de sépultures[24]. En revanche, aucune banque ni usine n'est affectée. La loi martiale est décrétée à Barcelone et l'Armée intervient : les premiers coups de feu sont échangés dans la zone des ramblas. Le bilan des troubles fait état d'un total de 78 morts (75 civils et 3 militaires), un demi-millier de blessés et 112 édifices incendiés (dont 80 religieux). Plusieurs milliers de personnes sont arrêtées, parmi lesquelles 2000 sont poursuivies pénalement. Il y eut 175 condamnation à l'exil, 59 peines de prison à perpétuité et 5 peines capitales. De plus les syndicats sont interdits et des écoles laïques fermées. Les cinq condamnés à mort sont exécutés le 13 octobre au château de Montjuic. Parmi eux, Francisco Ferrer Guardia, cofondateur de l'École moderne, rendu coupable d'être l'instigateur de la révolte en se fondant uniquement sur une accusation formulée dans une lettre remise par les prélats de Barcelone.
- Du 10 au 13 mai 1931, quelques semaines après avoir la proclamation de la Seconde République, à la suite de l'inauguration d'un Cercle monarchiste à Madrid, des émeutes éclatent et s'étendent à d'autres villes de la péninsule. Une centaine de bâtiments religieux sont totalement ou partiellement brûlés et plusieurs membres du clergé tués.
- En 1934, lors de la révolution asturienne, la violence anticléricale est la plus importante subie par le clergé catholique au XXe siècle avant la guerre civile : 34 membres du clergé sont tués.
- Pendant la révolution sociale espagnole de 1936 et la guerre d'Espagne, l'Église catholique soutient avec enthousiasme les nationalistes menés par le général Francisco Franco, elle appelle à une « croisade », « guerre sainte » pour la défense de la religion. Dans la zone contrôlée par les loyalistes à l'égard du gouvernement légalement établi de la IIe République plus de 6000 membres du clergé catholique sont tués et de nombreuses églises pillées ou incendiées. À noter que les attaques contre les bâtiments religieux qui ont lieu après les élections générales de février 1936 ne font pas de victime, ce n'est qu'après le Soulèvement nationaliste des 17 et 18 juillet que des membres du clergé sont tués.

### Presse
Don Quijote, hebdomadaire satirique est publié à Madrid de 1892 à 1902.

## Italie

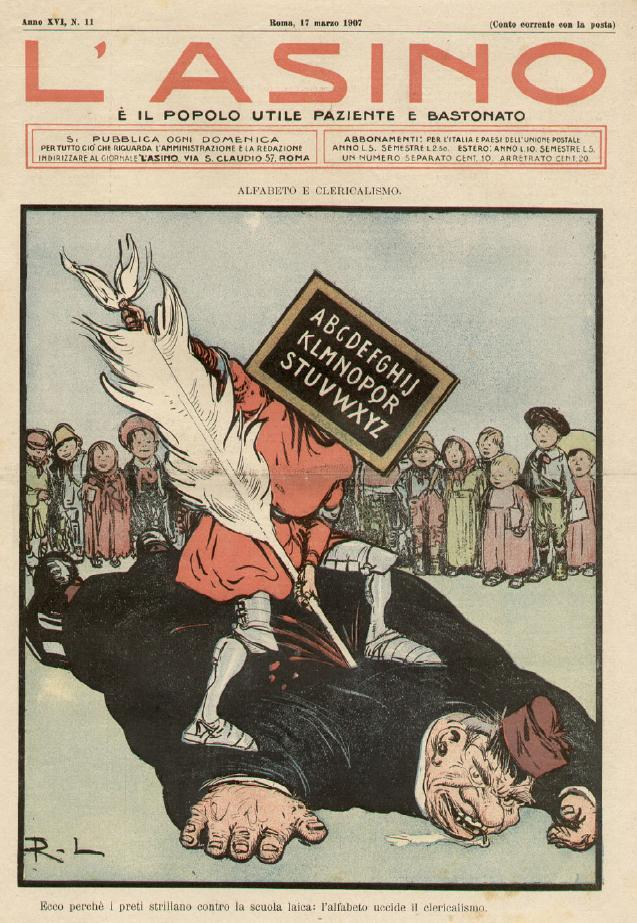
L'Asino, Italie, 1907.

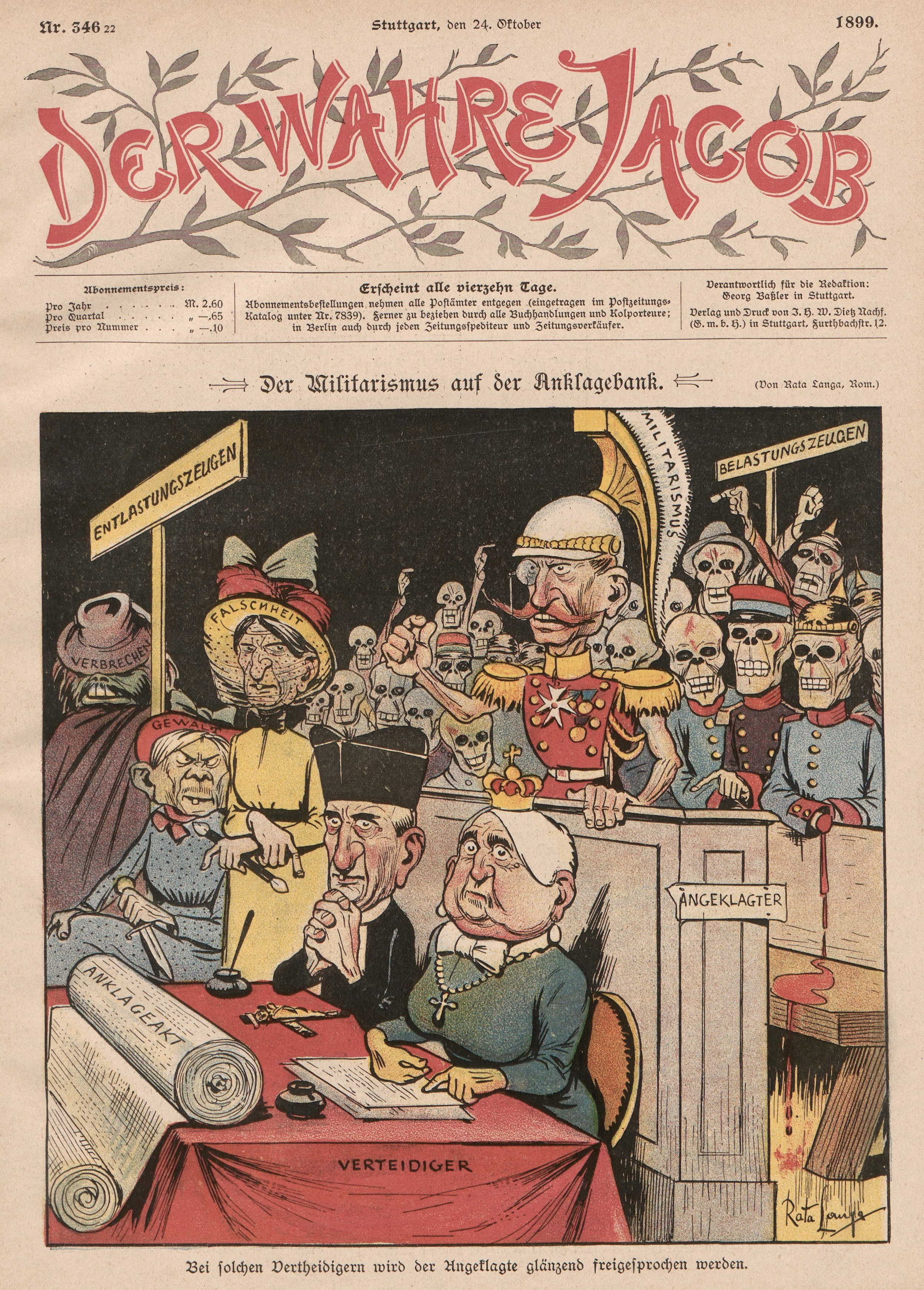
Caricature antimilitariste et anticléricale signée Rata Langa, (Gabriele Galantara), Der Wahrer Jacob, no 346, 1899.

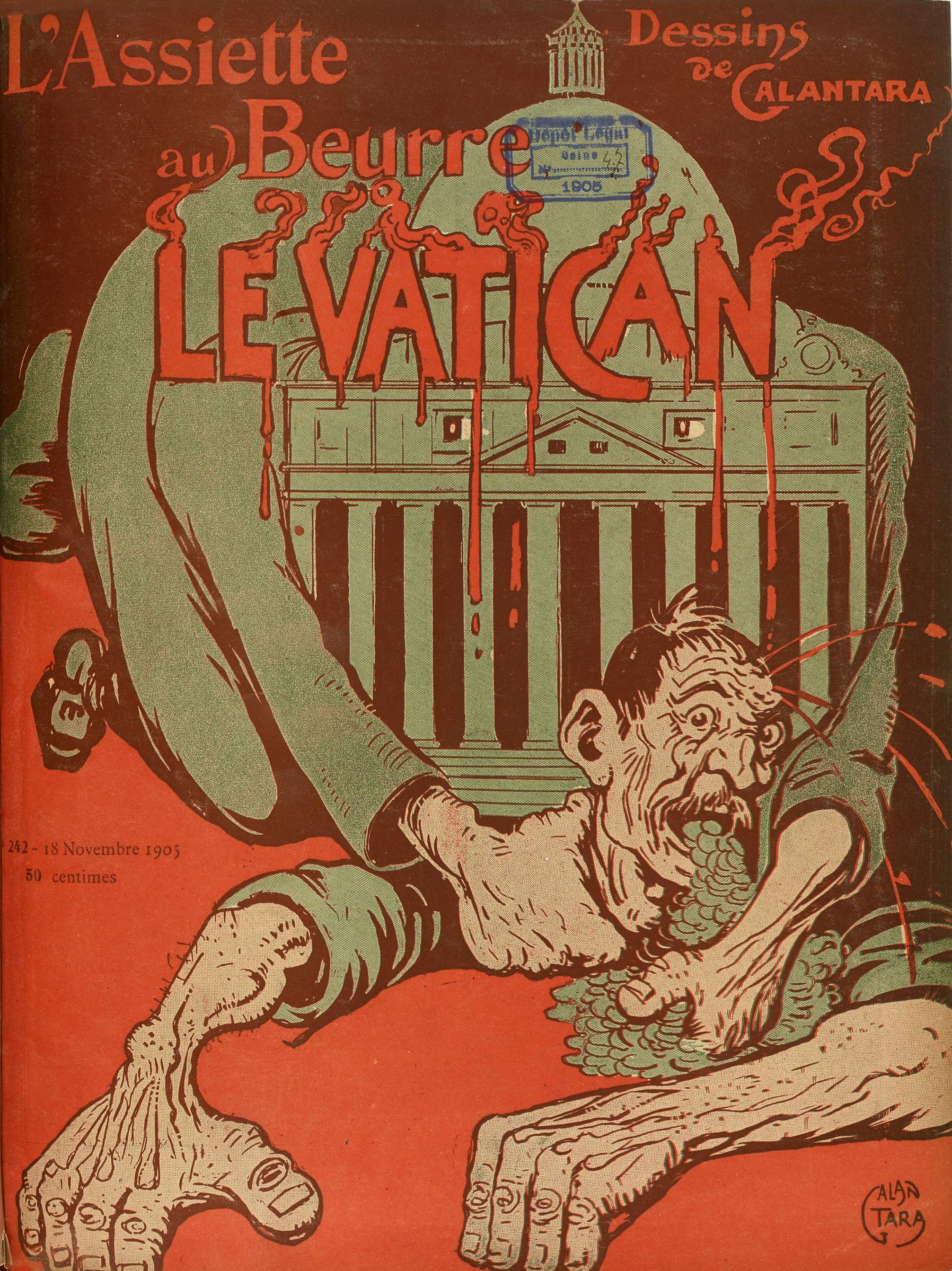
La une de L'Assiette au beurre, Gabriele Galantara, no 242, 18 novembre 1905.

L'anticléricalisme en Italie est fortement lié avec l'absolutisme dont ont fait preuve les États pontificaux jusqu'en 1870. De nombreux hommes politiques italiens, qui ont joué un rôle dans l'unification de l'Italie, et donc dans l'annexion des États pontificaux par le royaume d'Italie, à l'image de Cavour, étaient connus comme hostiles au pouvoir temporel de l'Église catholique.
L'hostilité entre le Saint-Siège et le royaume d'Italie atteint son paroxysme lors du pontificat de Pie XI sous le régime fasciste de Benito Mussolini, et la signature des accords du Latran n'a rien fait pour la diminuer.
Après la Seconde Guerre mondiale, l'anticléricalisme en Italie était incarné par le parti socialiste et surtout par le parti communiste, en opposition au parti chrétien-démocrate, fervent soutien du Vatican.
La révision des accords du Latran par le premier ministre italien Bettino Craxi durant les années 1980, retira à la religion catholique le statut de religion d'État, mais conserva à l'Église catholique un certain nombre de privilèges, notamment comme la loi « otto per mille »[réf. nécessaire] ou l'enseignement de la religion à l'école.
L'Église Catholique a récemment pris des positions plus fermes vis-à-vis de la politique italienne, en particulier au travers des interventions du cardinal Camillo Ruini, qui fait souvent entendre sa voix sur divers sujets, commentant le débat politique et rappelant la ligne officielle de l'Église.Cet « interventionnisme » est par ailleurs croissant depuis l'élection du pape Benoît XVI.[réf. nécessaire] L'anticléricalisme, n'entre cependant pas dans les positions officielles de la plupart des partis politiques italiens (à l'exception des radicaux italiens, qui s'identifient comme « laïques »), ceux-ci considérant comme un handicap électoral de s'opposer publiquement à l'Église: depuis que les démocrates chrétiens ne forment plus un parti uni, le vote « catholique » oscille entre gauche et droite, et est généralement décisif pour la victoire à une élection.

### Presse
L'Asino, hebdomadaire satirique engagé à gauche fondé par le dessinateur Gabriele Galantara et le journaliste Podrecca est lancé en 1892 à Rome. Il est proche des positions du Parti socialiste italien. Par les dessins de Galantara, le journal se veut anticapitaliste, antimilitariste et anticlérical, tirant avant 1914 entre 30000 et 70000 exemplaires. Galantara impressionne à l'étranger : il publie dans la presse satirique allemande, mais également française (L'Assiette au Beurre, Les Corbeaux).

## Pologne
Comme dans tous les pays sous régime communiste, la politique en vigueur vis-à-vis de la religion durant la période soviétique était l'anticléricalisme dur. Cette politique ne trouva pas d'écho dans la population, l'Église Catholique devenant ainsi l'un des principaux centres d'opposition au régime communiste. Ironiquement, c'est ce qui a précipité la chute du communisme en Pologne, le pouvoir de l'Église sur la vie politique s'accroissant avec le temps. Certains prêtres (Henryk Jankowski, Tadeusz Rydzyk) gagnèrent beaucoup d'influence sur la vie politique, même si leur vision n'était pas forcément celle de l'Église, mais plutôt celle de certains partis (Ligue des familles polonaises) ou d'une certaine radio (Radio Maryja). Ceci a donné lieu à la mise en place d'une opposition basée sur une philosophie anticléricale (qui reprend le terme péjoratif de
moherowe berety (pl) (Bérets de Mohair) pour désigner les auditrices ultra-catholiques de radio Maryja).
En 2010, Janusz Palikot fonde le Mouvement Palikot, à la fois social-libéral et anticlérical.

## Portugal
Comme l'Espagne, le Portugal a connu des vagues d'anticléricalisme. Au XVIIIe siècle, la Compagnie de Jésus fut chassée. En 1834 sous Dom Pedro : les monastères, couvents, ainsi que de nombreuses écoles primaires furent fermées. En 1910, la chute de la monarchie par la révolution républicaine initia une nouvelle vague d'anticléricalisme. De nombreux biens de l'Église furent spoliés par l'État, et il fut interdit à l'Église de posséder des biens. Le port de signes religieux et l'instruction religieuse furent abolis, ainsi que les serments et les impôts religieux. Des artistes portugais comme Gil Vicente ou Eça de Queirós furent notoirement anticléricaux.

## Canada
Le Québec connaît des poussées d'anticléricalisme depuis le début des années 1960. La Révolution tranquille se caractérise essentiellement par une ouverture au socialisme et un refus du modèle social de l'Église et du clergé. Quelques écrivains québécois issus de l'Institut canadien avaient exprimé de l'anticléricalisme à la fin du XIXe siècle (Arthur Buies, Louis-Antoine Dessaulles).
Le Devoir, qui est devenu le journal de la gauche québécoise, publie régulièrement des textes d'opinions écrits par des professeurs de philosophie anticléricaux.

## Brésil
Au début du XXe siècle, animé par des libertaires (dont Edgard Leuenroth), l'anticléricalisme brésilien « présente d'emblée un caractère bouleversant parce qu'il vient ouvrir une fêlure, sans précédent et sans suite, dans la tradition catholique dominante dans le pays ». Le mouvement s'exprime au travers du journal La Lanterna et s'organise autour de trois objectifs : lutte contre les prêtres pour montrer que leur vie n'est pas conforme aux doctrines qu'ils professent, lutte contre l'influence politique de l'Église et dénonciation de son pouvoir économique.

## Mexique

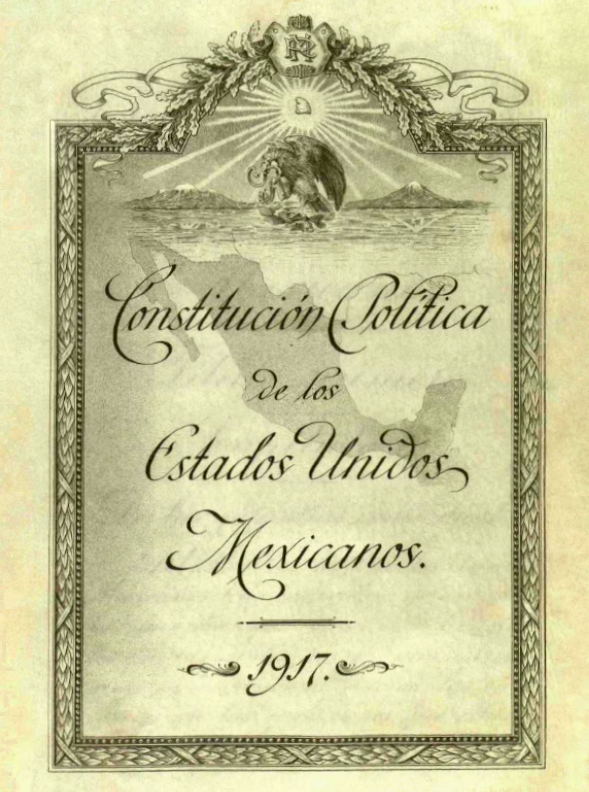
Constitution mexicaine de 1917.

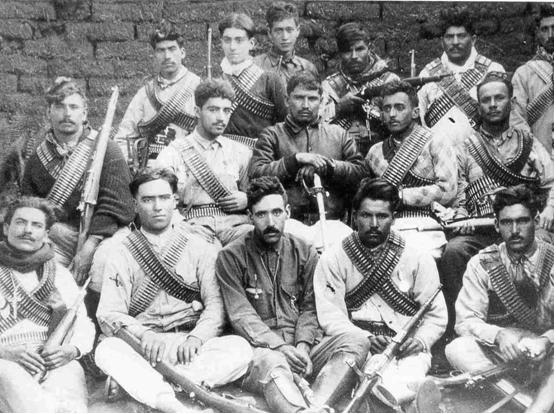
Un groupe de Cristeros.

Au Mexique, à la suite de la révolution de 1860, le président Benito Juárez, soutenu par les États-Unis, fait passer un décret nationalisant les biens ecclésiastiques, séparant l'Église de l'État, et supprimant les ordres religieux. Il est le symbole de l'anticléricalisme mexicain.
À la suite de la révolution de 1910, la nouvelle constitution mexicaine de 1917 comporte des articles qui vont encore plus loin :
- l'article 3 impose la sécularisation de l'éducation, et interdit toute intervention de l'Église à l'école primaire ;
- l'article 5 rend hors-la-loi les ordres monastiques ;
- l'article 24 interdit toute célébration publique du culte en dehors des églises ;
- l'article 27 impose des restrictions au droit de propriété des organisations religieuses ;
- l'article 130 interdit aux prêtres de porter leurs habits religieux, ils perdent le droit de vote et se voient privés de tout commentaire sur les affaires publiques dans les organes de presse.

### Guerre des Cristeros: 1926-1929
En décembre 1924, le président Plutarco Elías Calles prive de droits civiques les catholiques (laïcs et prêtres) sous prétexte qu'ils obéissent à un souverain étranger, le pape. Il expulse tous les ecclésiastiques étrangers et interdit aux prêtres toute critique du gouvernement en vertu de l'article 130 de la Constitution de 1917, jusque-là resté inappliqué. Il interdit les congrégations enseignantes et ferme pas moins de 20 000 églises.
Les paysans se soulèvent au cri de « ¡ Viva Cristo Rey ! » (Vive le Christ-Roi !), c'est la Guerre des Cristeros de 1926 à 1929, la plus importante rébellion qu'ait connu le pays.
Le 22 juin 1929, un accord est finalement conclut entre les autorités et le pape Pie XI. Le président mexicain s'engage à ne plus tenter d'appliquer les articles antireligieux de la Constitution.

## Russie

Des ouvriers se débarrassent de Jésus, Bezbojnik, 1929.

En Russie, plusieurs milliers de prêtres furent tués par balles ou par travaux forcés pendant le gouvernement de Staline.
L'anticléricalisme a été mis entre parenthèses durant la Seconde Guerre mondiale afin de s'assurer du soutien de l'ensemble de la population. Il a cependant repris à la fin de la guerre.

## Au Viêt Nam et en Chine
Au Viêt Nam, comme en Chine, on considère les prêtres comme un opium pour le peuple et les autorités s'en méfient.